# Athlétisme aux Jeux asiatiques de 1994
Navigation
Édition précédente Édition suivante
Les compétitions d'athlétisme aux Jeux asiatiques de 1994 se sont déroulés à Hiroshima, au Japon.

## Résultats

### Hommes
| Event | Or                                                           | Or              | Argent                                                                          | Argent          | Bronze | Bronze          |
| --- | ------------------------------------------------------------ | --------------- | ------------------------------------------------------------------------------- | --------------- | --- | --------------- |
| 100 m (Vent : -1,6 m/s) | Talal Mansour Qatar                                          | 10 s 18 (CR)    | Vitaliy Savin Kazakhstan                                                        | 10 s 29         | Chen Wenzhong Chine                                                                                        | 10 s 38         |
| 200 m (Vent : +1,7 m/s) | Talal Mansour Qatar                                          | 20 s 41 (CR)    | Kōji Itō Japon                                                                  | 20 s 70         | Ibrahim Ismail Muftah Qatar                                                                                | 20 s 88         |
| 400 m | Ibrahim Ismail Muftah Qatar                                  | 45 s 48         | Son Ju-il Corée du Sud                                                          | 45 s 87         | Aktawat Sakoolchan Thaïlande                                                                               | 46 s 50         |
| 800 m | Lee Jin-il Corée du Sud                                      | 1 min 45 s 72   | Mu Weiguo Chine                                                                 | 1 min 46 s 44   | Kim Yong-hwan Corée du Sud                                                                                 | 1 min 46 s 69   |
| 1500 m | Mohamed Suleiman Qatar                                       | 3 min 40 s 00   | Mu Weiguo Chine                                                                 | 3 min 40 s 93   | Mitsuhiro Okuyama Japon                                                                                    | 3 min 41 s 31   |
| 5000 m | Toshinari Takaoka Japon                                      | 13 min 38 s 37  | Ahmed Ibrahim Warsama Qatar                                                     | 13 min 39 s 59  | Sun Ripeng Chine                                                                                           | 13 min 40 s 07  |
| 10 000 m | Toshinari Takaoka Japon                                      | 28 min 15 s 48  | Jun Hiratsuka Japon                                                             | 28 min 18 s 10  | Alyan Sultan Al-Qahtani Arabie saoudite                                                                    | 28 min 41 s 18  |
| Marathon | Hwang Young-cho Corée du Sud                                 | 2 h 11 min 13 s | Toshiyuki Hayata Japon                                                          | 2 h 11 min 57 s | Kim Jae-ryong Corée du Sud                                                                                 | 2 h 13 min 12 s |
| 3000 m steeple | Sun Ripeng Chine                                             | 8 min 31 s 73   | Saad Shadad Al-Asmari Arabie saoudite                                           | 8 min 33 s 94   | Yasunori Uchitomi Japon                                                                                    | 8 min 37 s 76   |
| 110 m haies (Vent : +1,6 m/s) | Li Tong Chine                                                | 13 s 30         | Chen Yanhao Chine                                                               | 13 s 39         | Nur Herman Majid Malaisie                                                                                  | 13 s 73         |
| 400 m haies | Shunji Karube Japon                                          | 49 s 13         | Yoshihiko Saito Japon                                                           | 49 s 13         | Ali Ismail Doka Qatar                                                                                      | 49 s 56         |
| 20 km marche | Chen Shaoguo Chine                                           | 1 h 21 min 15 s | Bu Lingtang Chine                                                               | 1 h 21 min 56 s | Valeriy Borisov Kazakhstan                                                                                 | 1 h 25 min 31 s |
| 50 km marche | Sergey Korepanov Kazakhstan                                  | 3 h 54 min 37 s | Fumio Imamura Japon                                                             | 3 h 56 min 16 s | Tadahiro Kosaka Japon                                                                                      | 4 h 05 min 00 s |
| 4 × 100 m | Japon Tetsuya Nakamura Yoshitaka Ito Satoru Inoue Kōji Itō   | 39 s 37         | Chine Ye Hu Chen Wenzhong Huang Danwei Huang Geng                               | 39 s 45         | Qatar Saad Muftah Mubarak Al-Kuwari Masoud Khamis Al-Rahman Sultan Abdullah Mohamed Al-Sheib Talal Mansour | 39 s 71         |
| 4 × 400 m | Corée du Sud Lee Yu-hak Shon Ju-il Lee Jin-il Kim Soon-hyung | 3 min 10 s 19   | Thaïlande Yutthana Thonglek Chanond Keanchan Sarapong Kumsup Aktawat Sakoolchan | 3 min 10 s 33   | Qatar Hamad Mobarak Al-Dosari Farah Ibrahim Ahmad Ali Ismail Doka Ibrahim Ismail Muftah                    | 3 min 10 s 49   |
| Saut en hauteur | Takahisa Yoshida Japon                                       | 2,27 m          | Lee Jin-Taek Corée du Sud                                                       | 2,24 m          | Xu Yang Chine                                                                                              | 2,24 m          |
| Saut à la perche | Igor Potapovich Kazakhstan                                   | 5,65 m          | Grigoriy Yegorov Kazakhstan                                                     | 5,50 m          | Kim Chul-Kyun Corée du Sud Teruyasu Yonekura Japon                                                         | 5,40 m          |
| Saut en longueur | Huang Geng Chine                                             | w 8,34 m        | Huang Baoting Chine                                                             | 8,12 m          | Konstantin Sarnatskiy Ouzbékistan                                                                          | 8,10 m          |
| Triple saut | Oleg Sakirkin Kazakhstan                                     | 17,21 m         | Takashi Komatsu Japon                                                           | 16,88 m         | Sergey Arzamasov Kazakhstan                                                                                | 16,57 m         |
| Lancer du poids | Liu Hao Chine                                                | 19,26 m         | Sergey Rubtsov Ouzbékistan                                                      | 19,24 m         | Xie Shengying Chine                                                                                        | 18,64 m         |
| Lancer du disque | Zhang Cunbiao Chine                                          | 58,78 m         | Ma Wei Chine                                                                    | 57,92 m         | Vadim Popov Ouzbékistan                                                                                    | 56,78 m         |
| Lancer du marteau | Bi Zhong Chine                                               | 72,24 m         | Koji Murofushi Japon                                                            | 67,48 m         | Aqarab Abbas Pakistan                                                                                      | 66,70 m         |
| Lancer du javelot | Zhang Lianbiao Chine                                         | 83,38 m         | Vladimir Parfyonov Ouzbékistan                                                  | 81,66 m         | Viktor Zaytsev Ouzbékistan                                                                                 | 78,64 m         |
| Décathlon | Ramil Ganiyev Ouzbékistan                                    | 8 005 pts       | Oleg Veretelnikov Ouzbékistan                                                   | 7 702 pts       | Tomokazu Sugama Japon                                                                                      | 7 666 pts       |
| Records et Performances - AR : Record continental (area record) - CR : Record des championnats (championship record) - MR : Record du meeting (meet record) - NR : Record national (national record) - OR : Record olympique (olympic record) - PR : Record paralympique (paralympic record) - PB : Record personnel (personal best) - SB : Meilleure performance personnelle de la saison (season's best) - WL : Meilleure performance mondiale de l'année (world leader) - WJR : Record du monde junior (world junior record) - WR : Record du monde (world record) Circonstances et Conditions - DNF : N'a pas terminé (did not finish) - DNS : N'a pas pris le départ (did not start) - DQ : Disqualification (disqualification) - NM : Aucun essai valable enregistré (No Mark) - Q : Qualifié « directement » au prochain tour (ou à la prochaine compétition), lors d'une compétition majeure, grâce au classement ou à la réalisation des minima (automatic qualifier) - q : Qualifié au prochain tour (ou à la prochaine compétition), lors d'une compétition majeure, grâce au repêchage ou à la réalisation de l'une des meilleures performances parmi celles des « non qualifiés directement » (grâce au meilleur temps ou à la meilleure distance par exemple) (secondary qualifier) |                                                              |                 |                                                                                 |                 | |                 |

### Femmes
| Event | Or                                                    | Or             | Argent                                                                            | Argent         | Bronze                                                                           | Bronze         |
| --- | ----------------------------------------------------- | -------------- | --------------------------------------------------------------------------------- | -------------- | -------------------------------------------------------------------------------- | -------------- |
| 100 m (Vent : +0,8 m/s) | Liu Xiaomei Chine                                     | 11 s 27        | Wang Huei-Chen Taïpei chinois                                                     | 11 s 41        | Huang Xiaoyan Chine                                                              | 11 s 43        |
| 200 m (Vent : -0,8 m/s) | Wang Huei-Chen Taïpei chinois                         | 23 s 34        | Susanthika Jayasinghe Sri Lanka                                                   | 23 s 57        | Damayanthi Dharsha Sri Lanka                                                     | 23 s 61        |
| 400 m | Ma Yuqin Chine                                        | 51 s 17        | Zhang Henyung Chine                                                               | 52 s 53        | Kalawati "Kutty" Saramma Inde                                                    | 52 s 57        |
| 800 m | Qu Yunxia Chine                                       | 1 min 59 s 85  | Liu Li Chine                                                                      | 2 min 00 s 66  | Shiny Wilson Inde                                                                | 2 min 02 s 22  |
| 1500 m | Qu Yunxia Chine                                       | 4 min 12 s 48  | Yan Wei Chine                                                                     | 4 min 13 s 32  | Khin Khin Htwe Birmanie                                                          | 4 min 18 s 00  |
| 3000 m | Zhang Linli Chine                                     | 8 min 52 s 97  | Harumi Hiroyama Japon                                                             | 8 min 53 s 74  | Lu Ou Chine                                                                      | 8 min 58 s 68  |
| 10 000 m | Wang Junxia Chine                                     | 30 min 50 s 34 | Dong Li Chine                                                                     | 31 min 31 s 08 | Miki Igarshi Japon                                                               | 31 min 45 s 82 |
| Marathon | Zhong Huandi Chine                                    | 2 h 29 min 32  | Zhang Lirong Chine                                                                | 2 h 36 min 27  | Nobuko Fujimura Japon                                                            | 2 h 37 min 03  |
| 100 m haies (Vent : -2,0 m/s) | Olga Shishigina Kazakhstan                            | 12 s 80        | Zhou Hongyang Chine                                                               | 12 s 87        | Zhang Yu Chine                                                                   | 12 s 90        |
| 400 m haies | Leng Xueyan Chine                                     | 55 s 26        | Hsu Pei-Ching Taïpei chinois                                                      | 55 s 75        | Natalya Torshina Kazakhstan                                                      | 55 s 81        |
| 10 km marche | Gao Hongmiao Chine                                    | 44 min 11 s    | Gu Yan Chine                                                                      | 44 min 18 s    | Yuko Sato Japon                                                                  | 46 min 51 s    |
| 4 × 100 m | Chine Chen Yan Liu Xiaomei Ou Yanlan Huang Xiaoyan    | 43 s 85        | Thaïlande Naparut Suajongprue Dokjun Dokduang Nednapa Chommuak Kwuanfah Incharoen | 44 s 46        | Japon Kanae Ito Toshie Kitada Kazue Kakinuma Tomomi Kaneko                       | 44 s 57        |
| 4 × 400 m | Chine Leng Xueyan Zhang Hengyun Cao Chunying Ma Yuqin | 3 min 29 s 11  | Inde P. T. Usha Dhana Lakshmi Shiny Abraham Kalawati Saramma                      | 3 min 33 s 34  | Thaïlande Saleerat Srimek Reawadee Watanasin Sukanya Sang-Nguen Noodang Phimphoo | 3 min 37 s 76  |
| Saut en hauteur | Svetlana Munkova Ouzbékistan                          | 1,92 m         | Svetlana Zalevskaya Kazakhstan                                                    | 1,89 m         | Rasamee Taemsri Thaïlande                                                        | 1,83 m         |
| Saut en longueur | Yao Weili Chine                                       | 6,91 m         | Li Jing Chine                                                                     | 6,69 m         | Elma Muros Philippines                                                           | 6,41 m         |
| Lancer du poids | Sui Xinmei Chine                                      | 20,45 m        | Zhang Liuhong Chine                                                               | 19,25 m        | Sunisa Yooyao Thaïlande                                                          | 16,24 m        |
| Lancer du disque | Min Chunfeng Chine                                    | 62,52 m        | Ikuko Kitamori Japon                                                              | 53,92 m        | Miyoko Nakanishi Japon                                                           | 49,84 m        |
| Lancer du javelot | Oksana Yarygina Ouzbékistan                           | 64,62 m        | Lee Young-Sun Corée du Sud                                                        | 62,30 m        | Ha Xiaoyan Chine                                                                 | 62,08 m        |
| Heptathlon | Ghada Shouaa Syrie                                    | 6360 pts       | Zhang Xiaohui Chine                                                               | 5800 pts       | Ma Chun-Ping Taïpei chinois                                                      | 5786 pts NR    |
| Records et Performances - AR : Record continental (area record) - CR : Record des championnats (championship record) - MR : Record du meeting (meet record) - NR : Record national (national record) - OR : Record olympique (olympic record) - PR : Record paralympique (paralympic record) - PB : Record personnel (personal best) - SB : Meilleure performance personnelle de la saison (season's best) - WL : Meilleure performance mondiale de l'année (world leader) - WJR : Record du monde junior (world junior record) - WR : Record du monde (world record) Circonstances et Conditions - DNF : N'a pas terminé (did not finish) - DNS : N'a pas pris le départ (did not start) - DQ : Disqualification (disqualification) - NM : Aucun essai valable enregistré (No Mark) - Q : Qualifié « directement » au prochain tour (ou à la prochaine compétition), lors d'une compétition majeure, grâce au classement ou à la réalisation des minima (automatic qualifier) - q : Qualifié au prochain tour (ou à la prochaine compétition), lors d'une compétition majeure, grâce au repêchage ou à la réalisation de l'une des meilleures performances parmi celles des « non qualifiés directement » (grâce au meilleur temps ou à la meilleure distance par exemple) (secondary qualifier) |                                                       |                |                                                                                   |                |                                                                                  |                |

## Tableau des médailles
| Rang | Nation          | Or | Argent | Bronze | Total |
| ---- | --------------- | -- | ------ | ------ | ----- |
| 1    | Chine           | 22 | 17     | 8      | 47    |
| 2    | Japon           | 5  | 9      | 9      | 23    |
| 3    | Kazakhstan      | 4  | 3      | 3      | 10    |
| 4    | Qatar           | 4  | 1      | 4      | 9     |
| 5    | Ouzbékistan     | 3  | 3      | 3      | 9     |
| 6    | Corée du Sud    | 3  | 3      | 2      | 8     |
| 7    | Taïpei chinois  | 1  | 2      | 1      | 4     |
| 8    | Syrie           | 1  | 0      | 0      | 1     |
| 9    | Thaïlande       | 0  | 2      | 4      | 6     |
| 10   | Arabie saoudite | 0  | 1      | 1      | 2     |
| 10   | Sri Lanka       | 0  | 1      | 1      | 2     |
| 12   | Indonésie       | 0  | 1      | 0      | 1     |
| 13   | Inde            | 0  | 0      | 2      | 2     |
| 14   | Philippines     | 0  | 0      | 1      | 1     |
| 14   | Malaisie        | 0  | 0      | 1      | 1     |
| 14   | Myanmar         | 0  | 0      | 1      | 1     |
| 14   | Pakistan        | 0  | 0      | 1      | 1     |